# Dombos
Dombosm 1900-ig Volldorf (románul Văleni, korábban Valendorf, németül Wallendorf, szászul Wouldref) falu Romániában, Erdélyben, Brassó megyében.

## Fekvése
Fogarastól légvonalban 13 km-re északra fekszik.

## Nevének eredete
Mai magyar nevét a helységnévrendezéskor lakosai kérésére kapta. Mai román neve is hivatalos névadás eredménye. Az eredeti, német nyelvjárási eredetű név jelentése 'vallon (=latin) falu'. Történeti névalakjai: Villa Latina (1231), Waldorph (1396), Valendorf (1750).

## Története
A 16. században erős magyar kisnemesi közössége alakult ki. A magyarok 1660-ban tértek át a református vallásra. Szász lakossága lassan kihalt, 1709-ben utolsó evangélikus papja Homoróddarócra költözött, 1730-ban az egyházközség megszűnt. A kisnemesi családok költöztettek be román jobbágyokat és zselléreket. Fehér, Felsőfehér (1764–1876), majd Nagyküküllő vármegyéhez tartozott (1876–1926). 1908-ban kisközségből nagyközséggé alakult. Az 1980-as években a lerombolásra ítélt falvak között szerepelt.

## Lakossága
1850-ben 587 lakosából 451 román és 124 magyar nemzetiségű, 460 ortodox, 112 református és 13 római katolikus vallású volt.
1900-ban 492 lakosából 342 volt román, 150 magyar anyanyelvű, 336 ortodox és 138 református vallású. A lakosság 44%-a tudott írni-olvasni, a román anyanyelvűek 14%-a beszélt magyarul.
2002-ben 199 lélek lakta, közülük 172 román és 26 magyar nemzetiségű, 172 ortodox és 25 református vallású.

## Látnivalók
- Református temploma 1646-ban épült.